# Lucia Bosetti
Lucia Bosetti (Tradate, 9 de julho de 1989) é uma jogadora profissional de voleibol italiana. Pela seleção italiana feminina competiu nos Jogos Olímpicos de 2012.

## Prêmios
- Liga dos Campeões CEV 2009–10 - Campeã, com Volley Bergamo
- Liga Italiana 2010-11 - Campeã, com Volley Bergamo
- Supertaça da Itália 2013 - Campeã, com River Volley
- Copa da Itália 2012-13 (Coppa Italia) - Campeã, com River Volley
- Liga Italiana 2012–13 - Campeã, com River Volley
- Copa da Itália 2013-14 (Coppa Italia) - Campeã, com River Volley
- 2013–14 Liga Italiana - Campeã, com River Volley
- Supertaça Turca de Voleibol 2014-2015 - Campeã, com Fenerbahçe Grundig
- Copa da Turquia 2014-15 - Campeã, com Fenerbahçe Grundig
- Liga Turca de Voleibol Feminino de 2014-15 - Campeã, com Fenerbahçe Grundig